# Daphne Oram
Daphne Oram (Devizes, 31 december 1925 – Maidstone, 5 januari 2003) was een Brits componiste en elektronisch musicus. Ze was een van de eerste Britse componisten die elektronische muziek componeerde en was een pionier in de musique concrète in het Verenigd Koninkrijk.
Oram is de uitvindster van de Oramics techniek. Dit is een techniek voor het produceren van elektronische geluiden. Ze is de mede-oprichtster van het BBC Radiophonic Workshop en een centrale figuur in de evolutie van elektronische muziek. Ze was de eerste vrouw die een elektronische muziekstudio leidde, de eerste vrouw die een persoonlijke elektronische muziekstudio oprichtte en de eerste vrouw die een elektronisch muziekinstrument ontwierp en bouwde.

## Vroege leven en opleiding
Oram was de dochter van James en Ida Oram en werd geboren op 31 december 1925 in Wiltshire, Engeland. Ze liep school aan de Sherborne School For Girls. Al op jonge leeftijd kreeg ze pianoles, orgelles en compositielessen. In de jaren 1950 leidde haar vader de Wiltshire Archeological Society. Het huis waar ze in opgroeide lag slechts 10 mijl verwijderd van de stenen cirkels van Avebury en 20 mijl van Stonehenge.

## Carrière

### Werken bij de BBC
In 1942 mocht Oram studeren aan het Royal College of Music. Ze koos er echter voor om in de plaats daarvan aan de slag te gaan als "Junior Studio Engineer" en "music balancer" bij de BBC. Het is in deze periode dat ze de nieuwe ontwikkelingen in de synthetische akoestiek leerde kennen en dat ze begon te experimenteren met tape recorders. Oram bleef vaak na de uren op haar werk om te experimenteren met tape. Ze nam geluiden op, waarna ze de tape verknipte, splitste, vertraagde, versnelde, omvormde tot lussen en hen achterstevoren afspeelde.
In de jaren 1940 componeerde Oram muziek, waaronder een orkestwerk getiteld Still Point. Dit was een innovatief werk voor platenspeler, dubbel orkest en 5 microfoons. Deze compositie wordt gezien als het eerste werk dat akoestieke orkestratie en live electronics combineert. Still Point werd afgewezen door de BBC. Het werk werd voor het eerst uitgevoerd op 24 juli 2016 door het London Contemporary Orchestra.
In de jaren 1950 werd Oram manager van de BBC muziekstudio. Na een trip naar de RTF studio's in Parijs ijverde ze bij de BBC voor apparatuur om elektronische geluiden en muziek te kunnen componeren op basis van technieken uit de musique concrète, dit ter gebruik voor uitzendingen van de BBC.
In 1957 werd Oram ingehuurd om muziek te componeren voor het toneelstuk Amphitryon 38. Ze ging aan de slag met een sinusgolf oscillator, een cassetterecorder en enkele zelf ontworpen filters. Zo creëerde ze de eerste volledig elektronische partituur in de geschiedenis van de BBC. Samen met Desmond Briscoe, eveneens een BBC collega en elektronisch muzikant, kreeg Oram steeds meer aanvragen voor dergelijke muziek. Een voorbeeld was bestemd voor Samuel Beckett’s All That Fall (1957).
Er kwamen steeds meer aanvragen voor elektronische geluiden. Daarom kende de BBC in 1958 een budget aan Oram en Briscoe toe om de BBC Radiophonic Workshop te stichten. Oram was er de eerste studio manager. Deze workshop focuste op het maken van geluidseffecten en generieken voor alle uitzendingen van de BBC, onder meer de science-fiction reeks Quatermass and the Pit (1958–59) en "Major Bloodnok's Stomach" voor de humoristische radioreeks The Goon Show.
In oktober 1958 stuurde de BBC Oram naar de "Journées Internationales de Musique Expérimentale" op de Expo 58 te Brussel (waar Edgard Varèse zijn Poème électronique voorstelde aan het publiek). Oram was reeds enige tijd ontevreden met BBC's continue weigering om te investeren in elektronische muziek. Nadat ze op de Expo de werken van haar tijdsgenoten hoorde, besloot ze haar ontslag in te dienen bij BBC om zo haar technieken onafhankelijk verder te kunnen ontwikkelen.
In 1965 componeerde Oram Pulse Persephone voor de Treasures of the Commonwealth tentoonstelling die plaatsvond aan de Royal Academy of Arts.

### Film
Oram creëerde elektronische geluiden voor films zoals Dr. No (1962). Deze geluiden werd gebruikt in de daarop volgende James Bond films tot en met Goldfinger (1964). Oram maakte ook geluiden voor een documentaire getiteld Snow (1963) van Geoffrey Jones. Na het succes van deze documentaire werkte ze opnieuw samen met Jones voor Rail (1967).

### Oramics
Meteen na haar vertrek bij de BBC begon Oram met de oprichting van haar Oramics Studios for Electronic Composition in Tower Folly, een omgebouwd eesthuis in Fairseat bij Wrotham, Kent. Dit was in 1959.
Oramics is een son dessiné techniek waarbij getekend wordt op filmrolletjes van 35mm. Vormen en ontwerpen worden geëtst op filmrollen. Daarna worden ze ingelezen door foto-elektrische cellen en omgezet tot geluid. Volgens Oram was "elke nuance, elke subtiliteit, elke toongradatie of toonhoogte inflectie mogelijk door een verandering aan hun geschreven weergave". De Oramics techniek, en met name de flexibiliteit en controle die deze aanbood, was een nieuwe en innovatieve manier om muziek te produceren.
Uit financiële noodzaak bleef Oram actief als commercieel componiste. Haar werk met het Oramics systeem was veel breder dan haar taken aan de Radiophonic Workshop. Ze componeerde voor radio, televisie, theater, korte commerciële films, geluidsinstallaties en tentoonstellingen. Een voorbeeld van een werk afkomstig uit deze studio zijn elektronische geluiden voor Jack Clayton's horror film The Innocents (1961). Ook componeerde ze voor concerten zoals Four Aspects (1960) en werkte ze samen met operacomponisten Thea Musgrave en Ivor Walsworth.

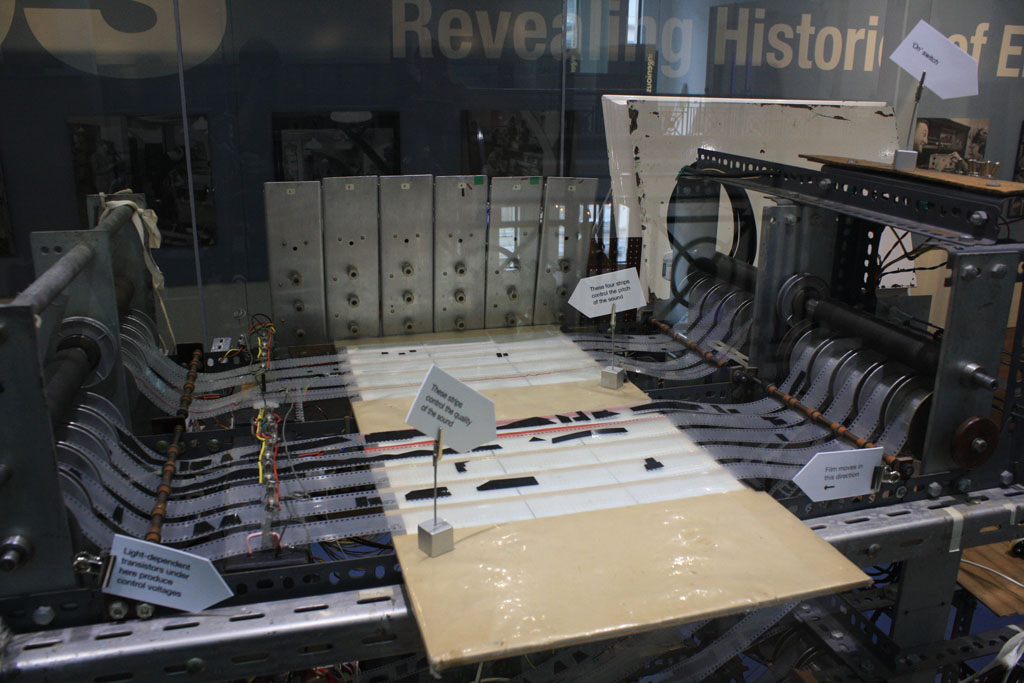
Oramics machine tentoongesteld in het Science Museum te Londen (2011)

In februari 1962 ontving Oram een beurs van £3,550 van de Gulbenkian Foundation met als doel om het Oramics systeem verder uit te werken. Een tweede beurs ter waarde van £1,000 volgde in 1965. De eerste volledig getekende compositie die gecomponeerd werd met deze machine was getiteld Contrasts Essonic en werd opgenomen in 1963. Naarmate haar onderzoek naar Oramics evolueerde, ging Oram focussen op de subtiele nuances en interacties tussen sonische parameters. In deze fase werkte ze rond het niet-lineaire gedrag van het menselijk oor en de perceptie van het brein van de wereld. Ze gebruikte Oramics om vibrationele fenomenen te onderzoeken, welke verdeeld waren in commercial Oramics en mystical Oramics. In haar nota's definieerde Oram haar Oramics als "de studie van geluid en diens relatie tot het leven".
In de jaren 1980 ontwikkelde Oram een software variant van haar Oramics systeem voor de Acorn Archimedes computer. Hiervoor gebruikte ze een beurs van het Ralph Vaughan Williams fonds. Ze wilde ook verder onderzoek uitvoeren naar haar Mystical Oramics, maar door gebrek aan middelen werd dit project nooit afgewerkt.

## Geschreven werken
Doorheen haar carrière gaf Oram les over elektronische muziek en studiotechnieken. Haar boek, An Individual Note of Music, Sound and Electronics (1972), onderzocht de fysica van geluid en de filosofische aspecten van elektronische muziek. Een nieuwe editie werd in december 2016 uitgegeven.
In de late jaren 1970 werkte Oram aan een tweede boek. Het overleeft vandaag als manuscript en is getiteld The Sound of the Past - A Resonating Speculation. In dit werk speculeert ze over archeologische akoestiek. De theorie die dit boek presenteert, suggereert dat oude sites zoals Stonehenge en de Piramide van Cheops in Egypte gebruikt werden als resonators. Oram's onderzoek suggereerde dat deze oude volkeren acute kennis hadden over de eigenschappen van geluid en deze gebruikte voor communicatie over grote afstanden.

## Nalatenschap
Daphne Oram werkte met een ruimtelijke behandeling van geluid alvorens dit gebruikelijk was. Haar tape-manipulatie technieken aan de Radiophonic Workshop oefenden een wereldwijde invloed uit. Haar werk aan deze workshop was later een grote hulp voor Delia Derbyshire, die in de jaren 1960 bekend werd omdat zij de oorspronkelijke begingeneriek van de televisiereeks Doctor Who realiseerde.
Als de uitvinder van Oramics heeft Oram de fundamenten voor de moderne elektronische muziekproductie gelegd. Ook in de muziekfilosofie heeft ze een invloed gehad. Ze besteedde zo onder meer aandacht aan het menselijke element in relatie tot geluid en resonante frequenties. In een brief aan Sir George Trevelyan schreef ze dat ze hoopte dat haar Oramics nog tot in de 21ste eeuw zou voortleven.

## Overlijden
In de jaren 1990 leed Oram aan twee beroertes, waardoor ze haar activiteiten moest stopzetten. Later verhuisde ze naar een verpleeghuis. Ze stierf op 5 januari 2003 en was toen 77 jaar.

## Archief
Na Oram's dood kwam haar archief in handen van componist Hugh Davies. Na zijn dood in 2005 werd deze overgedragen aan het Sonic Arts Network. In 2008 werd het eigendom van het Goldsmiths College, waar het nu wordt bewaard in diens bibliotheekarchief (Special Collections & Archives). Het archief is publiekelijk beschikbaar. De lancering van het archief werd gevierd met een symposium en een concertreeks in het Southbank Centre. Er werd onder meer een concert georganiseerd door muziekcollage artiest People Like Us, die muzikaal materiaal uit het archief herwerkte.
In 2007 werd een compilatie van Oram's muziek uitgebracht. Het album draagt de titel Oramics.
In 2008 zond BBC Radio 3 een documentaire uit over Oram's leven, getiteld Wee Have Also Sound-Houses.

## The Wire
Een uitgebreid artikel over Daphne Oram's muziekfilosofie werd in augustus 2011 uitgegeven in het magazine The Wire.

## Clickhuldebetoning
De eerste uitzending van het BBC technologie programma Click (2012) bevatte een stuk over Daphne Oram en haar synthesizer. Dit werd teweeg gebracht voordat haar driedelige Oramics Machine destijds tentoongesteld werd door het Science Museum te Londen. Gezien de machine niet meer bespeeld kan worden vanwege diens fragiele staat, werd er naast de machine zelf ook een interactieve, virtuele versie van de machine gepresenteerd waarmee bezoekers hun eigen composities konden maken. Het programma toonde archiefbeelden van Oram. Het werk beschreef Oram als een "onbezongen heldin" van de elektronische muziek.